# Norska läkarföreningen
Den norske lægeforening (svenska: Den norska läkarföreningen) är den främsta norska medicinföreningen och fackföreningen. Den grundades 1886. 

## Organisation
Medlemmar i den norska läkarföreningen  motsvarar cirka 96% av alla norska läkare. Föreningens nuvarande ordförande är Anne-Karin Rime. Viceordförande är Nils Kristian Klev. 
Föreningen är organiserad i flera sektioner: yrkesföreningar (7), lokalföreningar (19), yrkesläkarföreningar (45) och specialistföreningar (20). 
Medlemstal från och med 28 februari 2020:
- Totalt 32.555 medlemmar från den norska läkarföreningen, inklusive:

- 31 888 läkare, varav cirka 27 070 är anställda under 70 år (varav cirka 26 905 är i Norge) (52,7% kvinnor), varav cirka 14 855 är godkända specialister (45,9% kvinnor).

- 4 309 medicinska studenter, varav cirka 3 084 i Norge och cirka 1 683 utomlands (inkl. 94 på Bjørknes 1 + 5 år). [1]

Föreningen publicerar Tidsskrift for Den norske legeforening. 